# Кохама
Острів Коха́ма (яп. 小浜島, こはまじま, Кохама-Дзіма) — невеликий острів в острівній групі Яеяма островів Сакісіма архіпелагу Рюкю, Японія. Адміністративно належить до округу Такетомі району Яеяма префектури Окінава.
Площа острова становить 7,84 км².
Висота Кохами — 99 м — гора Отаке.
На острові розташоване містечко Мурауті. З'єднаний поромами з островами Ісіґакі, Іріомоте, Такетомі.